# Francisco Ceinos
Francisco Ceinos (aussi orthographié Francisco Ceynos) était l'un des cinq oidores (membres) de la seconde Audiencia de Nouvelle-Espagne. Ce groupe gouverna la colonie du 10 janvier 1531 au 16 avril 1535. Ceynos était aussi membre des Audiencias qui gouvernèrent par intérim la Nouvelle-Espagne de 1564 à 1566 et de juillet 1568 à novembre de la même année. Lors de ces deux dernières périodes, il était président de l'Audiencia.

## Carrière en Espagne
Avant son arrivée en Nouvelle-Espagne, il était fiscal (procureur) du Conseil des Indes en Espagne. Après le désastre de la première Audiencia, l'empereur Charles Quint est déterminé à trouver des personnalités intègres et humaines pour la seconde. Pour cela, il sollicite les recommandations de l'archevêque de Santiago, Juan de Tavera, et du président de la Chancellerie de Valladolid. La seconde Audiencia est nommée par décret royal du 12 janvier 1530. Aux côtés de Ceinos, on trouve l'évêque Sebastián Ramírez de Fuenleal comme président ainsi que Juan Salmerón, Alonso de Maldonado et Vasco de Quiroga comme oidores. Contrairement à la première Audiencia, tous les membres de celle-ci sont honnêtes, honorables et compétents, ils sont tous des licenciés.

## En Nouvelle-Espagne
Ceinos arrive en Nouvelle-Espagne en 1530 et entre en fonction au début de l'année suivante. L'évêque Ramírez emmène avec lui des instructions pour lancer une enquête en destitution des membres de la première Audiencia (Nuño Beltrán de Guzmán, Juan Ortiz de Matienzo et Diego Delgadillo), ainsi que Hernán Cortés et Diego Hernández de Proaño. En 1532 l'Audiencia rend ses verdicts dans les procès en destitution de Cortés, des oidores de la première Audiencia et de quelques autres. Cortés et l'évêque Zumárraga sont acquittés; Ortiz de Matienzo et Delgadillo sont reconnus coupables mais ne sont condamnés à aucune peine.
La seconde Audiencia fait améliorer la route de Veracruz à Mexico et bâtir la ville de Puebla de los Ángeles le long de celle-ci, comme halte de repos pour les voyageurs (16 avril 1531). Elle importe chevaux et bétail d'Espagne, prend des mesures en vue de l'importation d'une presse d'imprimerie, fonde le collège impérial de Santiago Tlatelolco destiné à l'enseignement supérieur des jeunes indigènes, relance l'exploration et continue la construction de la cathédrale de Mexico. L'esclavage des Indiens est interdit en 1532.
En 1535 la seconde Audiencia remet le gouvernement aux mains du premier Vice-roi de Nouvelle-Espagne, Antonio de Mendoza.
Le second Vice-roi, Luis de Velasco, meurt en fonction le 31 juillet 1564. Ceinos est alors président de l'Audiencia qui prend en charge le gouvernement en attendant la nomination et l'arrivée du remplaçant de Velasco. C'est Gastón de Peralta qui est nommé, il gouvernera à partir du 16 octobre 1566.
Ceinos est toujours président de l'Audiencia en 1568, lorsque de juillet à novembre, elle assure à nouveau l'intérim en attendant l'arrivée du nouveau Vice-roi Martín Enríquez de Almanza. À cette époque l'Audiencia est aussi composée (hormis Ceinos), de Pedro Villalobos, Jerónimo Orozco et Vasco de Puga.
Au total, Ceinos aura été oidor plus de trente années. Il s'est fermement opposé à l'exploitation des indigènes par des institutions telles que l'esclavage ou l'encomienda (système de travaux forcés).
Le 1er mars 1565, il achève ses recommandations quant à la politique de colonisation des nouveaux territoires conquis. Dans son rapport il écrit à propos de la décimation des indigènes lors des conquêtes espagnoles:

« Il est certain que depuis le jour où Don Hernando Cortés, Marques del Valle, est entré dans ce pays et pendant les, plus ou moins, sept années de son gouvernement, les indigènes souffrirent moult morts, mauvais traitements, vols et violences, dérobant les fruits de leur travail et leurs terres sans ordre ni modération.... Une large part de la population est aujourd'hui disparue, autant à cause de l'exigence de tributs excessifs et de mauvais traitements qu'à cause des maladies et de la variole, ainsi aujourd'hui la population est-elle considérablement moins nombreuse, particulièrement dans les terres chaudes. »